# Општина Богданешти (Бакау)
Богданешти (рум. Bogdănești) општина је у Румунији у округу Бакау.
Oпштина се налази на надморској висини од 233 m.